# Radio Bielefeld
Radio Bielefeld ist das Lokalradio in Bielefeld. Es ging am 1. Juni 1991 auf Sendung und bekam seine Lizenz von der LfM. Chefredakteur ist Timo Fratz.

## Programm
Der Schwerpunkt im Programm des Senders liegt auf den Lokalnachrichten zwischen 6.30 und 19.30 Uhr, der lokalen Berichterstattung, der Meldung von Verkehrsbehinderungen oder von der Polizei aufgestellten Blitzern und der lokalen Wetterberichterstattung. Des Weiteren stehen Verbrauchertipps und Veranstaltungshinweise im Vordergrund.
Das Bielefelder Lokalradio sendet wochentags bis zu 15 Stunden lokales Programm aus seinem Studio am Süsterplatz. Die lokalen Sendungen sind werktags die Morningshow „Radio Bielefeld am Morgen“, die zwischen 6 und 10 Uhr ausgestrahlt wird, im wöchentlichen Wechsel moderiert von Franziska Schütz & Timo Teichler mit Sebastian Wiese, „Radio Bielefeld bei der Arbeit“ mit Roxane Brockschnieder wird zwischen 10 und 14 Uhr gesendet und die Sendung „Radio Bielefeld am Nachmittag“ mit Bettina Wittemeier, Dirk Sluyter und Holger Höhner bringt die Hörer zwischen 14 und 19 Uhr in den Feierabend. Montags und donnerstags sendet Radio Bielefeld des Weiteren zusätzlich zwei lokale Sendestunden von 19 bis 21 Uhr – montags mit „Liebold live“ – dem Talk mit Persönlichkeiten aus der Stadt, moderiert von Andreas Liebold und donnerstags mit „Die HitStory“ – einer Oldie- und Musikwunsch-Show mit Stephan Schueler. Im Anschluss ist bis Mitternacht – wie auf allen OWL-Lokalradios – das Jugendprogramm „radio deinfm“ zu hören, welches in den Studios von Radio Gütersloh produziert wird.
Samstags läuft auf Radio Bielefeld zwischen 8 und 13 Uhr die lokale Sendung „Radio Bielefeld am Wochenende“. Am Sonntag gibt es zwischen 9 und 12 Uhr „Radio Bielefeld am Wochenende“. Moderiert im Wechsel von Pascal Haack, Jonas Becker und Holger Höhner. Radio Bielefeld überträgt als offizieller Sender für Bielefeld alle Spiele von Arminia Bielefeld mit Stadionreporter Ulrich Zwetz. Auch am Wochenende wird abends (samstags – ebenfalls wie werktags – von 21 Uhr bis Mitternacht, sonntags von 18 bis 20 Uhr) die junge Sendung „radio deinfm“ ausgestrahlt, sonntags liegt hierbei der Fokus auf den aktuellen Hörercharts.
Als bislang einziger privater Sender in NRW hat Radio Bielefeld seit 2016 auch eine überlokale Nachrichtenredaktion und übernimmt in den lokalen Sendezeiten zur vollen Stunde nicht die Nachrichten des Rahmenprogramms von radio NRW.
Zwischen 21 und 22 Uhr sendet Radio Bielefeld den vom Landesmediengesetz des Landes Nordrhein-Westfalen vorgeschriebenen Bürgerfunk. Dabei handelt es sich um aufgezeichnete Sendungen, die von radiointeressierten Menschen oder Radiogruppen bzw. Radiowerkstätten aus der Region redaktionell erarbeitet und produziert werden.
Claims des Senders sind „Immer am Puls der Stadt“, „Jeden Tag den ganzen Tag“ und „Immer gut zu hören“.

## Mantelprogramm
Das Restprogramm und die Weltnachrichten zur vollen Stunde werden außerhalb der lokalen Sendezeiten vom Mantelprogrammanbieter Radio NRW übernommen. Radio NRW beliefert 45 NRW-Lokalstationen mit einem 24-stündigen Mantelprogramm, auf das jederzeit zugegriffen werden kann. Radio Bielefeld wird jedoch von der Landesanstalt für Medien Nordrhein-Westfalen (LfM) eine bestimmte lokale Sendezeit vorgeschrieben. Als Gegenleistung sendet Radio Bielefeld stündlich einen Werbeblock des NRW-Mantelprogramms. Als Musikformat gilt das von Radio NRW vorgeschriebene Adult Contemporary (AC), das die 19- bis 49-jährigen Hörer zur Zielgruppe hat. Auch die Musikauswahl wird zum großen Teil von Radio NRW vorgegeben. Dies geschieht genauso zu den lokalen Sendezeiten. Radio NRW bestimmt, zu welcher Zeit welcher Titel läuft. Die Stationskennung „Radio Bielefeld“ sowie ähnliche IDs außerhalb der lokalen Sendezeiten werden im zu dieser Zeit meist unbesetzten Sendestudio in Bielefeld automatisch durch ein Fernwirksignal aus Oberhausen ausgelöst, wie es auch bei allen anderen Lokalradios in NRW üblich ist.
Die Programmzulieferung erfolgt über Satellit. Wird bei schlechtem Wetter der Empfang beeinträchtigt, so wird automatisch auf eine zusätzliche ISDN-Leitung nach Oberhausen umgeschaltet.
Seit 2016 sendet Radio Bielefeld während der lokalen Sendungen (montags bis freitags von 6 bis 19 Uhr, samstags von 8 bis 13 Uhr und sonntags von 9 bis 12 Uhr) neben den lokalen Kurznachrichten zur halben Stunde auch zur vollen Stunde eigene Nachrichten aus dem Studio am Süsterplatz mit Themen aus Bielefeld, NRW, Deutschland und der Welt. Somit ist Radio Bielefeld das erste NRW-Lokalradio, das während der lokalen Sendezeit komplett auf Nachrichten von Radio NRW aus Oberhausen verzichtet. Im Abendprogramm „radio deinfm“ werden jeweils zur halben Stunde OWL-weite Schlagzeilen gesendet.

## Mitarbeiter
Chefredakteur von Radio Bielefeld ist seit dem 1. Januar 2015 Timo Fratz. Zuvor hatte Martin Knabenreich die Position über 12 Jahre inne. Ulrich Zwetz kommentiert seit 1994 live die Spiele der Bielefelder Fußballbundesligamannschaft Arminia Bielefeld. Weitere bekannte Moderatoren sind Sebastian Wiese, Timo Teichler, Pascal Haack, Roxane Brockschnieder, Bettina Wittemeier, Holger Höhner sowie Dirk Sluyter, Andreas Liebold, auch bekannt als ehemaliger Moderator des Frühstyxradios von ffn, und Stephan Schueler.

## Hörerzahlen
Einer regelmäßigen Umfrage zufolge schalten aktuell (Juli 2024) werktäglich 47,2 % der Bielefelder ab 14 Jahren Radio Bielefeld ein, das sind über 129.000 Personen pro Tag. Im Vergleich dazu lag die durchschnittliche Tagesreichweite der Programme des WDR im Stadtgebiet für 1 Live bei 39.000 und für WDR 2 bei 59.000 Personen.

## Unternehmen
Die programmliche Verantwortung für Radio Bielefeld liegt gemäß dem Landesmediengesetz NRW bei der Veranstaltergemeinschaft für Lokalfunk in Bielefeld e. V., welche sich aus Vertretern gesellschaftlich relevanter Gruppen der Stadt zusammensetzt.
Die wirtschaftliche Verantwortung obliegt der Radio Bielefeld Betriebsgesellschaft mbH & Co. KG. Beteiligt sind die Zeitungsverlage Neue Westfälische, Westfalen-Blatt sowie die Stadt Bielefeld.
Die technischen und betriebswirtschaftlichen Aufgaben sind zum großen Teil an den in Bielefeld ansässigen Full-Service-Dienstleister Audio Media Service (ams) ausgelagert.

## Zwei-Säulen-Modell
Das Landesrundfunkgesetz in NRW schreibt den Lokalradios den Betrieb im sogenannten Zwei-Säulen-Modell vor. Durch dieses Modell werden Programm und wirtschaftliche Verantwortung mit dem Ziel voneinander getrennt, dass das Programm nicht aufgrund von publizistischen oder wirtschaftlichen Interessen an Niveau oder Inhalt verliert.

## Empfang
Über UKW ist Radio Bielefeld hauptsächlich auf der Frequenz 98,3 MHz (Gebäude der Deutschen Telekom) zu empfangen. Im Bielefelder Süden kann man den Lokalsender über die Frequenz 97,6 MHz hören. Des Weiteren ist Radio Bielefeld auch über Kabel auf 98,90 MHz und 99,85 MHz (Sennestadt) zu erreichen. Außerdem wird das Programm online via Livestream, der auf der Homepage zu finden ist, per Smart Speaker oder über die Radio Bielefeld-App für das iPhone und Android-Geräte gesendet.